# بيتي باكلي
بيتي لين باكلي (بالإنجليزية: Betty Buckley)‏ (ولدت في 3 يوليو 1947) ممثلة مسرحية تلفزيونية، سينمائية ومغنية أمريكية. تألقت من 1977 إلى 1981 في مسلسل ثمانية كافية على قناة هيئة الإذاعة الأمريكية، قبل فوزها بجائزة توني 1983 لأفضل ممثلة مميزة في مسرحية موسيقية عن تجسيدها دورها «غريزابيلا» في إنتاج برودواي قطط.

## نشأتها
ولدت بيتي لين باكلي في بيغ سبرينغ بولاية تكساس، وترعرعت في فورت وورث، ابنة بيتي بوب (ني ديلتز)، وهي راقصة وصحفية، وإرنست لين باكلي، وهو مقدم متقاعد في القوات الجوية الأمريكية وعميد سابق الهندسة في جامعة ولاية ساوث داكوتا. وهي أكبر الأبناء الأربعة. لديها ثلاثة أشقاء نورمان باكلي هو محرر الفيلم ومدير التلفزيون، وباتريك ومايكل باكلي مهندسين. عندما كانت طالبة في جامعة تكساس المسيحية ، أصبحت عضوا في زيتا تاو ألفا. وتوجت «ملكة جمال فورت وورث» في عام 1966، والوصيفة في مسابقة ملكة جمال تكساس. ثم دعيت باكلي لأداء في مسابقة ملكة جمال أمريكا في أتلانتيك سيتي، وكانت هناك ورصدت من قبل الكشاف المواهب. بعد عودتها إلى جامعة تكساس، قامت بجولة في آسيا لزيارة الجنود المصابين في حرب فيتنام. بعد ذلك، عملت لفترة من الوقت كمراسل لصحيفة فورت وورث، لكنها ذهبت إلى مدينة نيويورك في عام 1969، حيث هبطت دور مارثا جيفرسون في عام 1776 أول يوم لها في المدينة.

## روابط خارجية
- موقع بيتي باكلي الرسمي
- Official Website for Carrie The Musical
- بيتي باكلي على موقع IMDb (الإنجليزية)
- بيتي باكلي على موقع ألو سيني (الفرنسية)
- بيتي باكلي على موقع ميوزك برينز (الإنجليزية)
- بيتي باكلي على موقع أول موفي (الإنجليزية)
- بيتي باكلي على موقع قاعدة بيانات برودواي على الإنترنت (الإنجليزية)
- بيتي باكلي على موقع قاعدة بيانات الأفلام السويدية (السويدية)
- بيتي باكلي على موقع إن إن دي بي (الإنجليزية)
- بيتي باكلي على موقع ديسكوغز (الإنجليزية)
- بيتي باكلي على موقع قاعدة بيانات الفيلم (الإنجليزية)
- بيتي باكلي على موقع كينوبويسك (الروسية)
- بيتي باكلي في قاعدة بيانات أقل من برودواي على الإنترنت
- TonyAwards.com Interview with Betty Buckley
- AMC Interview with Betty Buckley about The Happening
- Sony BMG Masterworks Betty Buckley Podcast